# Ixodes sculptus
Ixodes sculptus  (лат.) — вид кровососущих клещей рода Ixodes из семейства Ixodidae. Эндемик Неарктики, обычный обитатель прерий Северной Америки. Паразитируют на мелких млекопитающих (чаще это суслики, другие грызуны, а также мелкие хищники, например, куньи).  Вид был впервые описан в 1904 году французским зоологом Луи Жоржем Неманном (Louis Georges Neumann, 1846—1930).

## Распространение
Северное полушарие: Канада, США.